# Tratado de Berlín (1926)
El Tratado de Berlín (Pacto de neutralidad y no agresión germano-soviética) es un tratado del 24 de abril de 1926 bajo el cual Alemania y la Unión Soviética prometieron neutralidad en caso de un ataque por parte de un tercero durante los próximos cinco años. El tratado reafirmó el tratado germano-soviético de Rapallo firmado en 1922.
Las ratificaciones del tratado se intercambiaron en Berlín el 29 de junio de 1926, y entró en vigor el mismo día. 
El tratado fue registrado en la Serie de Tratados de la Sociedad de Naciones el 3 de agosto de 1926. Fue renovado por protocolo adicional firmado el 24 de junio de 1931 y ratificado el 5 de mayo de 1933. El protocolo adicional se registró en la Serie de Tratados de la Sociedad de Naciones el 15 de febrero de 1935.

## Reacciones
En Alemania, el tratado fue comparado con el famoso Tratado de reaseguro de Bismarck con Rusia en 1887. Los votos que apoyaban el tratado en el Comité Extranjero del Reichstag fueron unánimes, una primera para la República de Weimar.
1. El canciller alemán Wilhelm Marx: "la intención de adaptar la relación germano-rusa establecida en Rapallo a la nueva situación política creada por los tratados de Locarno".
2. El Ministro de Asuntos Exteriores de la República de Weimar Gustav Stresemann: "la idea de combinar esta política de Locarno con una consolidación de nuestras relaciones con Rusia".
3. El diplomático soviético Maksim Litvínov: "Ampliación del Tratado de Rapallo".

## Texto
El Gobierno alemán y el Gobierno de la Unión de Repúblicas Socialistas Soviéticas, deseosos de hacer todo lo posible por promover el mantenimiento de la paz general,
Y convencidos de que los intereses del pueblo alemán y de los pueblos del Gobierno de la Unión de Repúblicas Socialistas Soviéticas exigen una cooperación constante y confiada,
Habiendo acordado fortalecer las relaciones de amistad que existen entre ellos mediante un tratado especial, han acordado las siguientes disposiciones:

Artículo 1

Las relaciones entre Alemania y el Gobierno de la Unión de Repúblicas Socialistas Soviéticas seguirán basándose en el Tratado de Rapallo.
El Gobierno alemán y el Gobierno de la Unión de Repúblicas Socialistas Soviéticas mantendrán un contacto amistoso con el fin de promover una comprensión de todas las cuestiones políticas y económicas que afecten conjuntamente a sus dos países.
Artículo 2

En caso de que una de las Partes Contratantes, a pesar de su actitud pacífica, sea atacada por una o más terceras Potencias, la otra Parte Contratante observará la neutralidad durante toda la duración del conflicto.
Artículo 3

Si en caso de conflicto de la naturaleza mencionada en el artículo 2, o en una época en que ninguna de las Partes Contratantes se dedica a operaciones bélicas, se forma una coalición entre terceras Potencias con miras al boicot económico o financiero de cualquiera de las Partes Contratantes, la otra Parte Contratante se compromete a no adherirse a dicha coalición.
Artículo 4

El presente Tratado será ratificado y los instrumentos de ratificación se intercambiarán en Berlín.
Entrará en vigor en la fecha del canje de los instrumentos de ratificación y permanecerá en vigor durante cinco años. Las dos Partes Contratantes se comunicarán en tiempo útil antes de la expiración de este período en lo que respecta al futuro desarrollo de sus relaciones políticas.
En fe de lo cual los plenipotenciarios han firmado el presente Tratado.
Firmado: Herr Stresemann

Firmado: M Krestinski

## Consecuencias
En junio de 1926, los bancos alemanes otorgaron a la Unión Soviética créditos por un valor total de 300 millones de marcos "gracias a la cooperación del Gobierno alemán". El interés fue fijado al 9,4% por año. En octubre de 1926, el Gobierno soviético invitó a un notable grupo de diputados del Reichstag a Moscú. Gueorgui Chicherin, que visitó Berlín en diciembre de 1926, comentó sobre la mejora de la actual relación germano-soviética en comparación con 1925.
A partir de ese momento, sin embargo, hubo una lenta disminución en las relaciones, con un desglose completo alcanzado unos meses después del ascenso de 1933 de Hitler al poder. Las prórrogas del Tratado se firmaron el 24 de junio de 1931 y, en el mismo año, los bancos alemanes otorgaron a la Unión Soviética 300 millones de marcos de créditos adicionales para la compra de bienes industriales alemanes.

### Artículos
- Crozier, Andrew J. (1997). «The Failed Peace». The causes of the Second World War. Blackwell Publishers. p. 67. ISBN 978-0-631-18601-4. Consultado el 30 de julio de 2009.
- Tucker, Robert C. (1992). «THE DIPLOMACY OF RAPPROCHEMENT WITH GERMANY». Stalin in power: the revolution from above, 1928-1941 (reprint edición). W. W. Norton & Company. p. 227. ISBN 978-0-393-30869-3. Consultado el 30 de julio de 2009.
- Moss, Walter (2005). «Soviet Foreign Policy, 1917–1941». A history of Russia 2 (2nd edición). Anthem Press. p. 284. ISBN 978-1-84331-034-1. Consultado el 30 de julio de 2009.

## Libros
- Akten zur deutschen auswärtigen Politik 1918-1945. Serie B, 1925–1933
- Документы внешней политики СССР. Том 9. 1 января — 31 декабря 1926 г. — М.: Политиздат, 1965